# Чрномель (община)
Община Чрномель (словен. Občina Črnomelj) — одна з общин Словенії. Адміністративним центром є місто Чрномель.

## Населення
У 2011 році в общині проживало 14750 осіб, 7465 чоловіків і 7285 жінок. Чисельність економічно активного населення (за місцем проживання), 5962 осіб. Середня щомісячна чиста заробітна плата одного працівника (EUR), 846,10 (в середньому по Словенії 987.39). Приблизно кожен другий житель у громаді має автомобіль (48 автомобілі на 100 жителів). Середній вік жителів склав 42,1 роки (в середньому по Словенії 41.8).